# عبور از ولتاژ پایین

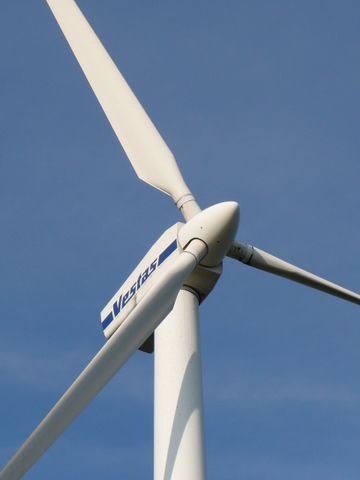
توربین بادی تولید برق

در مهندسی برق، عبور از خطا (FRT)، یا گاهی عبور از ولتاژ زیرِنامی (UVRT)، یا عبور از ولتاژ کم (LVRT) , توانایی ژنراتورهای الکتریکی برای اتصال به شبکه در دوره‌های کوتاهی است که ولتاژ شبکه برق پایین تر از مقدار نامی آن است. این امر برای جلوگیری از ایجاد اتصال کوتاه در سطح فشار قوی یا ولتاژ بالا در سطح توزیع (پارک‌های بادی، سیستم‌های PV، تولید پراکنده و غیره) مورد نیاز است. الزامات مشابه در مورد بارهای مهم مانند سیستم‌های رایانه ای و فرایندهای صنعتی اغلب با استفاده از منبع تغذیه بدون وقفه (UPS) یا بانک خازنی برای تأمین برق در این وقایع انجام می‌شود.